# Kingston (Michigan)
Pour les articles homonymes, voir Kingston.

Localisation du village de Kingston sur la carte du Michigan

Kingston est un petit village du comté de Tuscola dans l'État du Michigan, aux États-Unis.
Le village est limitrophe du township de Kingston et est partiellement inclus dans le township de Koylton.
La population du village s'élevait à 450 habitants lors du recensement de 2000.
43° 24′ 52″ N, 83° 11′ 09″ O